# Gymnastique artistique aux Jeux olympiques d'été de 2024 - saut de cheval hommes
Cet article traite de l'épreuve masculine. Pour la compétition féminine, voir Gymnastique artistique aux Jeux olympiques d'été de 2024 - saut de cheval femmes.
Pour un article plus général, voir Gymnastique aux Jeux olympiques d'été de 2024.
Navigation
Tokyo 2020 Los Angeles 2028
Le concours masculin du saut de cheval en gymnastique artistique aux Jeux olympiques d'été de 2024 à Paris en France se déroule les 27 juillet et 4 août 2024 au Palais omnisports de Paris-Bercy.

## Médaillés
| Or                | Argent               | Bronze               |
| Carlos Yulo (PHI) | Arthur Davtyan (ARM) | Harry Hepworth (GBR) |

## Programme
| Date              | Horaire | Manche         |
| ----------------- | ------- | -------------- |
| Samedi 27 juillet | 11 h 00 | Qualifications |
| Dimanche 4 août   | 15 h 00 | Finale         |

## Résultats détaillés
Les 8 premiers gymnastes sont qualifiés (Q), dans la limite de deux par CNO. Au cas où il y aurait plus de deux gymnastes du même CNO, le moins bien classé d'entre eux ne serait pas qualifié et sa place serait attribuée à un réserviste (R).
| Rang | Nom             | Pays        | Saut 1     | Saut 1    | Saut 1   | Saut 1  | Saut 2     | Saut 2    | Saut 2   | Saut 2  | Total  | Notes |
| Rang | Nom             | Pays        | Difficulté | Exécution | Pénalité | Tot. S1 | Difficulté | Exécution | Pénalité | Tot. S2 | Total  | Notes |
| ---- | --------------- | ----------- | ---------- | --------- | -------- | ------- | ---------- | --------- | -------- | ------- | ------ | ----- |
| 1    | Nazar Chepurnyi | Ukraine     | 5.6        | 9.266     |          | 14.866  | 5.6        | 9.200     |          | 14.800  | 14.833 | Q     |
| 2    | Harry Hepworth  | Royaume-Uni | 5.6        | 9.033     |          | 14.633  | 5.6        | 9.300     |          | 14.900  | 14.766 | Q     |
| 3    |                 |             |            |           |          |         |            |           |          |         |        |       |
| 4    |                 |             |            |           |          |         |            |           |          |         |        |       |
| 5    |                 |             |            |           |          |         |            |           |          |         |        |       |
| 6    |                 |             |            |           |          |         |            |           |          |         |        |       |
| 7    |                 |             |            |           |          |         |            |           |          |         |        |       |
| 8    |                 |             |            |           |          |         |            |           |          |         |        |       |
| 9    |                 |             |            |           |          |         |            |           |          |         |        |       |
| 10   |                 |             |            |           |          |         |            |           |          |         |        |       |
| 11   |                 |             |            |           |          |         |            |           |          |         |        |       |
| 12   |                 |             |            |           |          |         |            |           |          |         |        |       |
| 13   |                 |             |            |           |          |         |            |           |          |         |        |       |
| 14   |                 |             |            |           |          |         |            |           |          |         |        |       |
| 15   |                 |             |            |           |          |         |            |           |          |         |        |       |
| 16   |                 |             |            |           |          |         |            |           |          |         |        |       |
| 17   |                 |             |            |           |          |         |            |           |          |         |        |       |
| 18   |                 |             |            |           |          |         |            |           |          |         |        |       |

| Rang                                | Nom | Pays | Saut 1     | Saut 1    | Saut 1   | Saut 1  | Saut 1     | Saut 1    | Saut 1   | Saut 1  | Total |
| Rang                                | Nom | Pays | Difficulté | Exécution | Pénalité | Tot. S1 | Difficulté | Exécution | Pénalité | Tot. S2 | Total |
| ----------------------------------- | --- | ---- | ---------- | --------- | -------- | ------- | ---------- | --------- | -------- | ------- | ----- |
| Médaille d'or, Jeux olympiques      |     |      |            |           |          |         |            |           |          |         |       |
| Médaille d'argent, Jeux olympiques  |     |      |            |           |          |         |            |           |          |         |       |
| Médaille de bronze, Jeux olympiques |     |      |            |           |          |         |            |           |          |         |       |
| 4                                   |     |      |            |           |          |         |            |           |          |         |       |
| 5                                   |     |      |            |           |          |         |            |           |          |         |       |
| 6                                   |     |      |            |           |          |         |            |           |          |         |       |
| 7                                   |     |      |            |           |          |         |            |           |          |         |       |
| 8                                   |     |      |            |           |          |         |            |           |          |         |       |